# Micoterapia
La micoterapia è una branca della fitoterapia, di origine cinese, che consiste nel curare diverse patologie tramite l'utilizzo dei funghi.
Come avviene per tutte le pseudoscienze, la micoterapia è priva di fondamento scientifico e non esistono studi clinici che dimostrino una qualche efficacia.

## Micoterapia: lo stato della ricerca
Una ricerca bibliografica svolta alla fine del 2012 può aiutare a comprendere la situazione attuale nel campo della micoterapia: di 515 pubblicazioni apparse tra il 1850 e il 2012 ed emerse dalla ricerca, meno di 20 descrivono l'uso di funghi nella realtà clinica e la qualità scientifica di questi studi clinici, inoltre, è perlomeno discutibile. Non sorprende quindi che lavori di sintesi e meta-analisi giungano inevitabilmente alla conclusione che la micoterapia abbia poca ragione d'essere o perlomeno necessiti di ulteriori ricerche prima di poter essere accettata dalla comunità medica. I prodotti usati in micoterapia hanno una lunga tradizione d'uso e molti studi in vitro hanno dimostrato attività farmacologiche antibatteriche e antivirali o immunologiche e anticancerogene. Composti chimici con tali attività, comunque, sono presenti in moltissime piante e altri organismi viventi, e la loro presenza ed efficacia in vitro non comporta necessariamente un effetto corrispondente nella pratica clinica.